# بلدة فان بورن مقاطعة كسكيوسكو (إنديانا)
بلدة فان بورن، مقاطعة كسكيوسكو (بالإنجليزية: Van Buren Township, Kosciusko County, Indiana)‏ هي منطقة سكنية تقع في الولايات المتحدة في مقاطعة كوسيوسكو (إنديانا).  يقدر عدد سكانها بـ 4,168 نسمة  وترتفع عن سطح البحر 256 متر.